# Fantine
Fantine és un personatge fictici de la novel·la de Victor Hugo Els miserables (1862).
És una noia òrfena que viu a París. És de classe treballadora i es queda embarassada d'un estudiant ric. Després que ell l'abandoni, es cuida ella sola de la seva filla Cosette. Al principi és una noia maca i ingènua, però finalment es veu obligada per les circumstàncies prostituir-se, i a vendre els seus cabells i algunes de les seves dents. Perd tota la seva bellesa i salut. Tots els diners que guanya els utilitza per a mantenir a la seva filla. Fantine es converteix en un arquetip del propi sacrifici i una mare afectuosa. Ha estat representada per moltes actrius tant en l'escenari com en les pantalles de televisió i ha estat pintada en obres d'art.

## Fantine a la novel·la

### Descripció
Hugo presenta Fantine com una noia bonica que s'enamora de nois joves i rics. “La cridaven Fantine perquè mai se l'havia conegut per cap altre nom…” Hugo la descriu com una noia que té “or i perles com a dot; però l'or estava als seus cabells i les perles a la seva boca.”
L'autor explica: “Fantine era bella, però sense ser conscient d'això… Era bella en dos aspectes: en estil i en ritme. L'estil es refereix a la silueta perfecta i el ritme al moviment."

### Tholomyès i Cosette
Fantine s'enamora apassionadament de Félix Tholomyès, un estudiant jove i ric. Un dia, Tholomyès i els seus tres amics conviden les seves xicotes a un passeig. Acaben el dia en un restaurant i al final abandonen les quatre noies a través d'una nota de comiat. Mentre que les altres tres noies s'ho prenen amb bon humor i se'n riuen, Fantine se sent desconsolada. No és fins llavors que aprenem que Tholomyès havia engendrat una filla il·legítima, Cosette, i que Fantine se n'ha de cuidar tota sola.

### Els Thénardiers
Quan Cosette té tres anys aproximadament, Fantine arriba a Montfermeil i coneix els Thénardiers, propietaris d'un hostal. Els pregunta si podran cuidar de Cosette. Acorden que s'encarregaran d'ella mentre Fantine els enviï diners per mantenir-la.
L'únic desig en la vida de Fantine és mantenir Cosette viva. Comença a treballar a la fàbrica de l'alcalde Madeleine (també conegut com a Jean Valjean) a Montreuil. Allà una persona s'encarrega d'escriure cartes als Thénardiers en nom seu, perquè és analfabeta. No obstant això, no s'adona que els Thénardiers maltracten greument Cosette i la tracten com una esclava. Tampoc no sap que les cartes que li envien demanant-li ajuda econòmica per Cosette són una manera enganyosa de prendre-li diners.

### Pèrdua de feina
Madame Victurnien, una supervisora, acomiada Fantine, sense el coneixement de l'amo de la fàbrica, per ser mare soltera.
Fantine comença a treballar a casa, guanya dotze francs al dia mentre que la pensió de Cosette en costa deu. L'esgotament fa que caigui malalta, sofreix una tos permanent i febre. Tampoc no surt al carrer per por d'enfrontar-se a la ciutat.
Els Thénardiers li envien una carta on li expliquen que necessiten deu francs per comprar una faldilla de llana a Cosette. Per comprar-li la faldilla, Fantine es talla els cabells i els ven. Llavors es diu a ella mateixa que la seva filla no tornarà a passar més fred, perquè l'ha vestida amb els seus cabells. No obstant això, aviat comença a menysprear l'alcalde per les seves desgràcies. Els Thénardiers li envien una altra carta dient que necessiten quaranta francs més per comprar medicines per Cosette, que s'ha posat “malalta”. Desesperada, Fantine s'extreu les dues dents davanteres i les ven.

### Prostitució

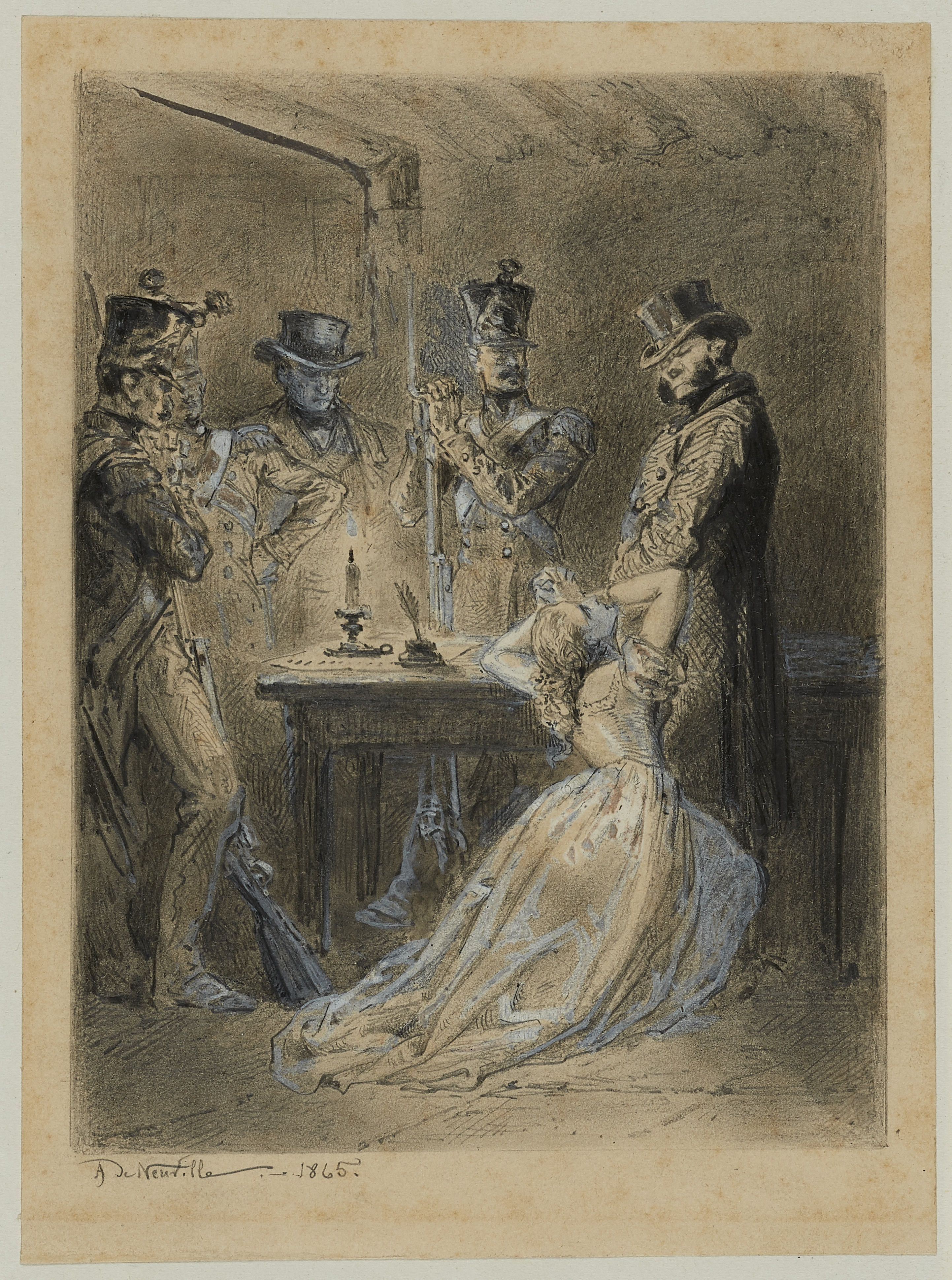
Fantine als peus de Javert

Mentrestant, la salut de Fantine i els deutes de l'allotjament empitjoren. També augmenten les cartes dels Thénardiers i els deutes econòmiques són més alts.
Per guanyar més diners per a Cosette, Fantine es converteix en prostituta. En una nit de gener, un dandi anomenat Bamatabois la molesta i l'empeny contra la neu quan ella l'ignora. Fantine ataca feroçment Bamatabois. Javert, el cap de policia de la ciutat, immediatament l'arresta mentre Bamatabois s'escapoleix. Ella li prega que la deixi marxar, però Javert la sentencia a sis mesos de presó. Valjean arriba per ajudar Fantine, però en veure'l li escup a la cara.
Valjean ignora aquest fet i demana a Javert que deixi lliure a Fantine, i així ho fa. Valjean es presenta per esbrinar les raons per les quals Fantine es prostitueix i per què es va enfrontar a Bamatabois. Valjean es compadeix de les ingènues Fantine i Cosette i promet a Fantine que recuperarà per ella a Cosette. Llavors envia a Fantine a l'hospital perquè pateix tuberculosi.

### Mort
Després que Valjean revelés la seva veritable identitat al judici de Champmathieu, torna a l'hospital per veure Fantine.
Ella li pregunta per Cosette i el metge menteix en dir-li que Cosette està a l'hospital, però que no pot veure-la fins que la seva salut millori. Es calma i fins i tot creu sentir erròniament Cosette rient i cantant. De sobte, ella i Valjean veuen Javert a la porta. Valjean intenta preguntar en privat a Javert si pot donar-li tres dies per anar a cercar Cosette, però Javert ho rebutja amb força. Fantine s'adona que mai ha recuperat Cosette i pregunta frenèticament on és. Impacientment, Javert crida a Fantine que calli, i a més li explica la veritable identitat de Valjean. Commoguda per aquestes revelacions, sofreix un greu atac de tremolors, cau cap enrere al llit i mor. Llavors Valjean camina cap a Fantine, li murmura i besa la seva mà. Després de la detenció de Valjean, el cos de Fantine és llançat a un cementiri públic.

## Personatge
Fantine ha estat representada com un personatge que és una prostituta santa, que es converteix en mare per antonomàsia. Sacrifica el seu cos i dignitat perquè la vida de la seva filla sigui més estable. És un exemple del que s'ha anomenat “el tòpic de la prostituta salvada i santa que s'estén per la literatura del segle XIX”, que es trobava en els textos de Dostoievski, Tolstoi i Dickens. Oscar Wilde la presentava com un personatge el sofriment del qual és adorable; per exemple, després de la lectura de l'escena de l'extracció de les dents incisives correríem a besar la boca sagnant de Fantine”. Kathryn M. Grossman diu que canvia a una “santedat maternal” i que “Quan Madeleine, el pseudònim de Valjean quan és alcalde, afirma que ha mantingut Fantine virtuosa i santa davant Déu. Finalment pot alliberar el seu odi i estimar als altres de nou. O, més aviat, és perquè percep la realitat més enllà de la seva aparença que ella troba l'alcalde digne d'una devoció renovada. Per a Valjean, la prostituta ratlla en la 'santedat' a través del 'martiri'.
John Andrew Frey argumenta que el personatge té importància política. Fantine és “un exemple de com les dones del proletariat eren maltractades al segle dinou a França… Fantine representa la compassió profunda pel sofriment humà, especialment les dones que havien nascut en una posició social baixa”. Mario Vargas Llosa pren un punt de vista menys positiu, argumenta que de fet Hugo castiga Fantine pel pecat sexual fent-la sofrir durament. “Quina desgràcia comporta un pecat de la carn!” En matèria de sexe, la moralitat d'Els miserables fusiona perfectament amb la interpretació més intolerant i puritana de la moralitat catòlica.”
La imatge de Fantine com un símbol de santedat i dona víctima apareix en els textos del líder sindical Eugene V. Debs, fundador d'Industrial Workers of the World (Treballadors Industrials del Món). El 1916 va escriure l'assaig Fantine in our Day, on comparava el sofriment de Fantine amb les dones abandonades de l'època:
| « | El mateix nom de Fantine, l'alegre, la candorosa, la noia de confiança, la innocent, la traïda, mare jove sacrificada, despullada, perseguida i màrtir santa de l'infinit amor per la seva filla, afectada per les llàgrimes i perseguida pels records com un somni malenconiós... Fantine —nena de la pobresa i la gana— la noia arruïnada, la dona abandonada, la prostituta perseguida, que ha mantingut fins a l'hora de la seva tràgica mort casta com una verge, neteja com una santa el santuari sagrat de la seva pròpia ànima pura i immaculada. La breu, amarga i maleïda vida de Fantine resumeix la història horrible de la perseguida i condemnada Fantine que pertany a la societat moderna de cada país de la Cristiandat. | » |

## Fantine al musical

### Diferències amb el musical
- La relació de Fantine amb el pare de Cosette dura uns pocs mesos ("he slept a summer by my side...but he was gone when autumn came"). En la novel·la, estan junts durant tres anys i Cosette ja té dos anys quan són abandonades.
- En comptes de ser acomiadada per la supervisora per ser mare soltera, una companya de treball li roba una carta dels Thénardiers que reclamava més diners. La companya insinua que és prostituta per cobrir els seus deutes per culpa del seu baix salari. Valjean veu això, però deixa el cas al seu capatàs; el capatàs, que ha estat rebutjat per Fantine, l'acomiada.
- Bamatabois vol comprar els serveis de Fantine i s'enfada quan Fantine rebutja els diners. A la novel·la és un jove desvagat que la humilia en tirar-li neu al vestit per passar-s'ho bé.
- Fantine mor tranquil·lament en un hospital amb Valjean al seu costat després de confiar-li a Cosette. Javert mai revela a Fantine la veritable identitat de Valjean, ja que arriba després de la seva mort.
- Fantine apareix com a fantasma per acompanyar Valjean al cel. A la novel·la, en contrast, Valjean la descriu a Cosette al seu llit de mort.